# Lacey Turner
Lacey Amelia Turner (Barnet, Groot-Londen, 28 maart 1988) is een Britse actrice. Ze is bekend van haar rol als Stacey Slater in de serie EastEnders.

## Filmografie
- EastEnders - Stacey Slater (2004-2010, 2014 - heden)
- Being Human - Lia Shaman (2011)
- Frankenstein's Wedding... Live in Leeds - Elizabeth Lavenza (2011)
- True Love - Michelle Booth (2012)
- Bedlam - Ellie Flint (2012)
- Switch - Stella Munroe (2012)
- Our Girl - Molly Dawes (2013 - heden)
- Call the Midwife - Stella Crangle (2014)

- Gemeinsame Normdatei: 1111683344
- Virtual International Authority File: 8516147270714235700005
- WorldCat: E39PBJbtwJxpFKkrggxywmKyBP